# El lado oscuro del corazón
El lado oscuro del corazón es una película argentina-canadiense dramática-surrealista escrita y dirigida por Eliseo Subiela y protagonizada por Darío Grandinetti, Sandra Ballesteros, Nacha Guevara, André Mélançon y Jean Pierre Reguerraz. Se estrenó 21 de mayo de 1992. La trama está basada mayormente en la obra poética de Oliverio Girondo, y en menor medida en poemas de Mario Benedetti y Juan Gelman.

## Sinopsis
Oliverio (Grandinetti), un poeta bohemio, recorre Buenos Aires con sus amigos, acosado por la muerte, buscando a una mujer capaz de "volar". En el transcurso de la película, la poesía de Mario Benedetti, Juan Gelman y Oliverio Girondo se ve entremezclada con los lugares más espesos de la cotidianidad artística argentina y uruguaya. Desde el asado, hasta los maltrechos bares de Buenos Aires y Montevideo, el pensamiento del protagonista se entrelaza intermitentemente con la ficción, solamente para poder mostrar de mejor manera el pensar del personaje central.
La historia se desarrolla en las idas y vueltas de Oliverio, a través de su mundo, en el cual, cambiar alimento por poesía, o pedir en verso monedas por las esquinas de la calle, ver a Mario Benedetti recitando sus poemas en alemán, ver esculturas genésicas, hablar con vacas, y conversar con la muerte, parecen ser parte de un día cualquiera en la vida de un poeta.

## Reparto
- Darío Grandinetti
- Sandra Ballesteros
- Nacha Guevara
- Mario Benedetti
- André Melançon
- Jean Pierre Reguerraz
- Inés Vernengo
- Mónica Galán
- Marisa Aguilera
- Pablo Brichta

## Premios

### Festival des Films du Monde, Montreal (1992)
- "Grand Prix des Ameriques

### Festival de Biarritz
- "Soleil d'or " Mejor Actor
- "Soleil d'or " Mejor Actriz

### Festival de Huelva
- "Carabela de Plata", Premio de la Crítica

### XIV Festival Internacional de La Habana
- "Coral" al Mejor Actor

### Premios Sur (Instituto Nacional de Cinematografía)
- Mejor Director
- Mejor Fotografía
- Mejor Dirección de Arte
- Mejor Montaje

### 43° Festival Internacional de Berlín
- Premio del Jurado de los Lectores del diario Berliner Zeitung, Foro Internacional de Cine Joven

### Festival de Cine de Cartagena, Colombia
- Mejor Director
- Mejor Fotografía
- Premio del Jurado de la Crítica

### Baie-Comeau, Canadá.
- Mejor Guion "Cinoche 1993"

### Festival de Sept-Iles, Canadá
- Mejor Película

### Premios Cóndor de Plata, Asociación de Cronistas Cinematográficos de la República Argentina
- Mejor Director
- Mejor Montaje
- Mejor Dirección de Arte
- Revelación Femenina

### Festival de Cine de Bergamo, Italia.
- Premio "Rosa Camuna" a la Mejor Película

### Premios Revista "Sin Cortes"
- Mejor Película
- Mejor Guion
- Mejor Dirección de Arte
- Mejor Música Original
- Revelación Femenina

### Premio Argentores
- Mejor Libro Cinematográfico

### Festival de Gramado, Brasil
- Mejor Director
- Mejor Actor
- Mejor Música Original

## Secuela
En 2001 se estrenó El lado oscuro del corazón 2, una secuela realizada como coproducción española-argentina, de nuevo escrita y dirigida por Eliseo Subiela, y protagonizada por Darío Grandinetti y Sandra Ballesteros, junto a Ariadna Gil y Nacha Guevara. La misma fue estrenada el 5 de julio de 2001.